# Хрест польських солдатів з Америки
Хрест Польських солдатів з Америки — польська військова нагорода часів Другої Польської Республіки. Заснований у 1920 році за наказом Юзефа Пілсудського на честь добровольців з Канади та США, які добровільно приїхали до Польщі захищати нещодавно здобуту незалежність. Хрест вручався до 1927 року.

## Опис нагороди
Нагорода має форму бронзового стрілчастого хреста розміром 55 х 55 мм. У центрі – зображений орел з короною, а на хресті – напис SWOIM ŻOŁNIERZOM Z  AMERYKI - OSWOBODZONA POLSKA. Між гербами – пучки променів з написами SZAMPANIA - LWÓW - WOŁYŃ - POMORZE. Через отвори між дужками протягують біло-червону стрічку для підвішування. Зворотний бік хреста гладкий.
На нагороді згадано "SZAMPANIA" -  історичну провінцію у Франції, вказуючи на те що багато вояків прибули до Польщі в складі Армія Галлера з так званоі "Блакитної армії" (пол. Armia Polska we Francji) переважна більшість яких складали добровольці з США та Канади польського коріння. Вояки брали участь у війні проти ЗУНР і окупації Східної Галичини. У вересні 1919 року армія розформована і передана під керівництво Війська Польського.  
Нагороду виготовляли у варшавській граверній фірмі Юзефа Хилинського (пол.Józef Chyliński)  і було виготовлено понад 25 000 одиниць, більшість нагороджених були поляки з Америки які повертались у 1920 чи 1921 роках на батьківщину (США)
Близько 1930 року з'явилися менші хрести (40 х 40 мм) з раменами, покритими білою емаллю. Хрест носили після Хреста на Сілезькій Стріці Доблесті та Заслуг.
File:Dyplom krzyża.jpg

## Світлини

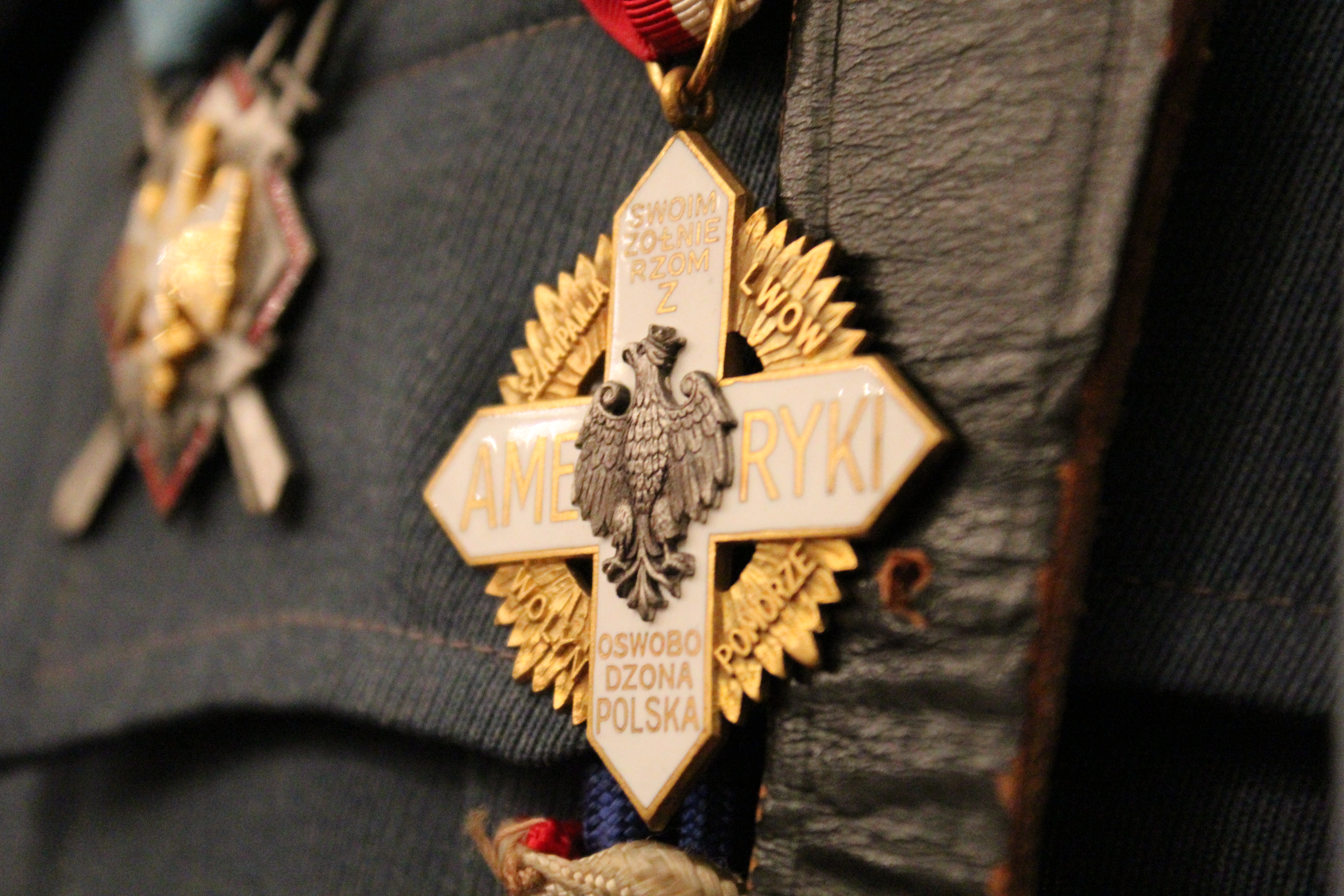
варіант 40 х 40 мм з емалю. 1930 р.
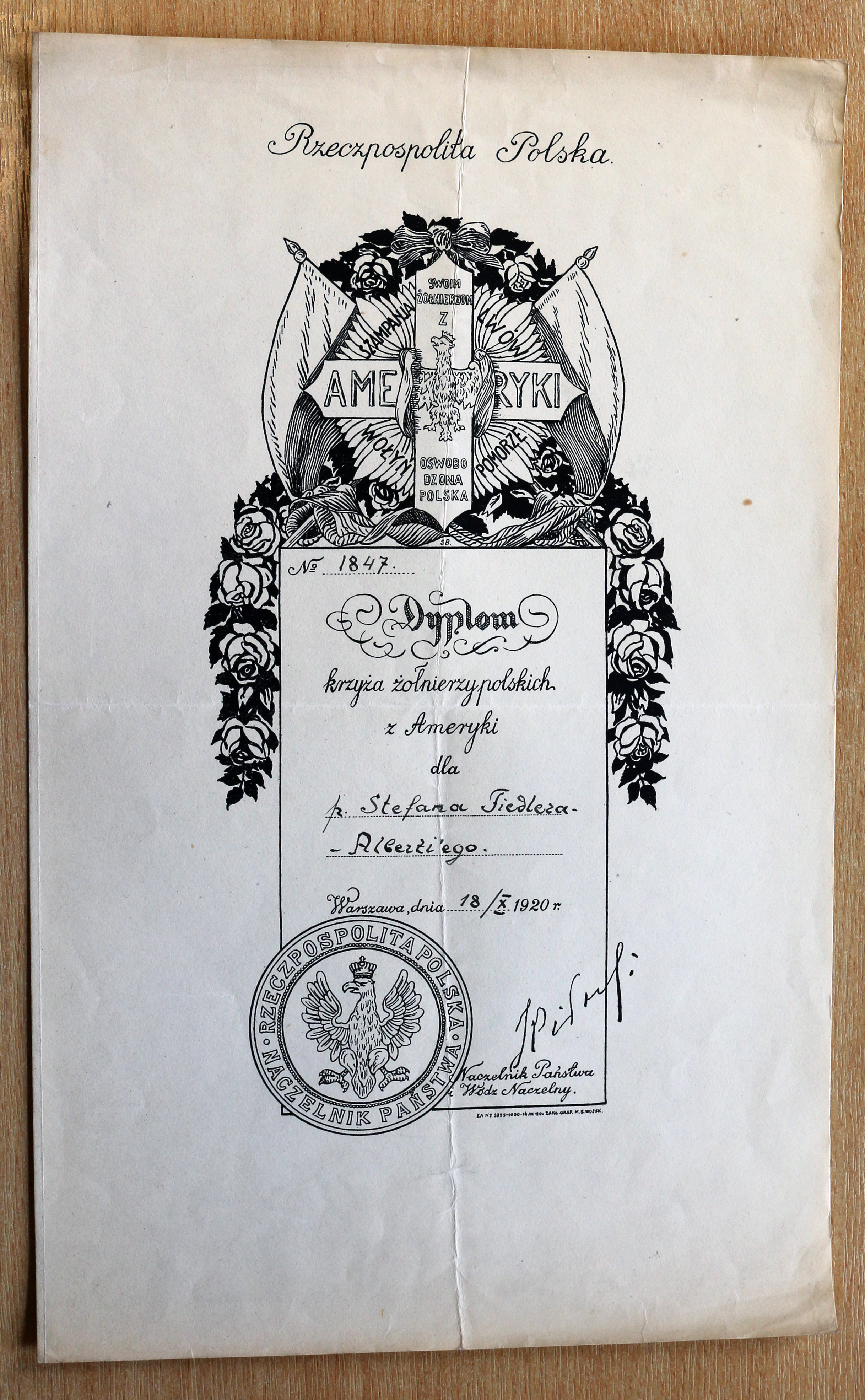
Диплом № 1847 для Stefana Fiedlera-Albertiego, 18.10.1920
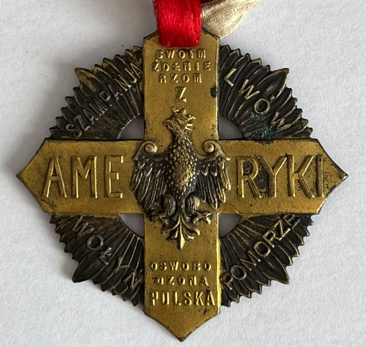